# Perissomasticinae
Perissomasticinae es una subfamilia de   lepidópteros glosados del clado Ditrysia de la familia Tineidae.

## Géneros
| - Cylicobathra - Ectabola - Edosa - Episcardia - Hyperbola | - Neoepiscardia - Perissomastix - Phalloscardia - Theatrochora |